# パーマー (映画)
『パーマー』（原題:Palmer）は2021年に配信されたアメリカ合衆国のドラマ映画である。監督はフィッシャー・スティーヴンス、主演はジャスティン・ティンバーレイクが務めた。

## ストーリー
エディー・パーマーは高校時代にフットボールの選手として活躍したが、その後道を踏み外してしまい、ついには12年間も刑務所で服役することになった。出所後、エディーは祖母のヴィヴィアンと一緒に暮らしつつ、地元の学校で用務員として働いていた。それからほどなくして、ヴィヴィアンがこの世を去ったがここで一つ大きな問題が発生した。ヴィヴィアンは母親（シェリー）から捨てられた少年、サムの面倒を見ており、彼女が亡くなった今、エディーは一時的にサムの保護者という役割を引き受けねばならなかったのである。
最初こそ「子供の面倒を見るなんて御免蒙る」などと思っていたエディーだったが、徐々にサムと絆を深めていった。そんなある日、シェリーが突然サムの親権を取り戻そうとしてきた。エディーは自分こそがサムの保護者であると主張して譲らなかったが、裁判所は前科があることを理由にエディーの主張を退けた。しかし、サムを待っていたのはエディーと一緒に過ごしたような幸せな時間ではなく、シェリルの恋人（ジェリー）から虐待を受ける日々であった。それを聞きつけたエディーはシェリルの家に乗り込んでサムを救出した。
シェリーが警察に通報したこともあって、エディーはサムを誘拐した容疑で逮捕されてしまった。エディーと引き離されるとき、サムは泣きながら「母さんと一緒になんか暮らしたくない。僕はエディーと一緒にいたいんだ」と叫んだ。それを聞いたシェリーは自分がもはやサムから愛されていないことを悟り、警察への訴えを取り下げた。そして、サムの親権をエディーに譲るのだった。

## キャスト
※括弧内は日本語吹き替え
- エディー・パーマー：ジャスティン・ティンバーレイク（浪川大輔）
- シェリー・バーデット：ジュノー・テンプル（小島幸子）
- マギー・ヘイズ：アリーシャ・ウェインライト（木下紗華）
- ヴィヴィアン・パーマー：ジューン・スキッブ（沢田敏子）
- サム・バーデット：ライダー・アレン（田中誠人）
- コールズ：ジェシー・C・ボイド（石上裕一）
- フォーブス校長：J・D・エヴァーモア
- シムズ：ランス・E・ニコルズ
- ジェリー：ディーン・ウィンタース
- ダリル：ステファン・ルイス・グラッシュ （中野泰佑）

## 製作
シェリル・グエリエロが執筆した本作の脚本は2016年のブラックリストに掲載された。2019年9月5日、フィッシャー・スティーヴンスが本作の監督に起用されると共に、ジャスティン・ティンバーレイクの出演が決まったと報じられた。10月18日、アリーシャ・ウェインライトの起用が発表された。11月11日、ライダー・アレンがキャスト入りした。

### 撮影・音楽
本作の主要撮影は2019年11月9日にルイジアナ州ニューオーリンズで始まり、同年12月13日に終了した。2020年12月21日、タマール＝カリが本作で使用される楽曲を手掛けるとの報道があった。

## 配信・マーケティング
2020年7月15日、Apple TV+が本作の全世界配信権を獲得したと報じられた。12月17日、本作のオフィシャル・トレイラーが公開された。

## 評価
本作は批評家から好意的に評価されている。映画批評集積サイトのRotten Tomatoesには105件のレビューがあり、批評家支持率は73%、平均点は10点満点で6.3点となっている。サイト側による批評家の見解の要約は「ストーリー自体はありふれたものである。しかし、ジャスティン・ティンバーレイクら出演者の好演と価値ある主題のお陰で、『パーマー』は良質の作品に仕上がっている。」となっている。また、Metacriticには21件のレビューがあり、加重平均値は53/100となっている。